# Samuel Barron (1809-1888)
Pour les articles homonymes, voir Samuel Barron et Barron.
Samuel Barron, né le 28 novembre 1809 à Hampton (Virginie) et mort le 26 février 1888, est un officier de marine confédéré des États-Unis.
Plus tard, il agit en tant que représentant en Europe de la Confédération pendant la guerre civile américaine .

## Biographie

### Jeunesse et carrière
Né dans une famille militaire de premier plan à Hampton, Barron est entré dans l'US Navy à l'âge de deux ans[Quoi ?] le 1er janvier 1812. En 1820, il commence à servir comme aspirant. Il gravit les échelons et est nommé lieutenant le 3 mars 1827. Il est promu commandant le 15 juillet 1847 pendant la guerre américano-mexicaine.
Commandant de l' USS John Adams de 1849 à 1853, il est nommé capitaine en septembre 1855. Il est alors capitaine de la frégate à vapeur USS Wabash, dont l'équipage comprend George Dewey, de 1858 à 1859. Il est nommé chef du Bureau of Detail en 1860, et a donc exercé une influence considérable au sein de l'US Navy. Après l'élection d'Abraham Lincoln l'année suivante, il est soupçonné d'avoir tenté de prendre le contrôle du département de la marine